# ZF Eger
El ZF Eger es un club húngaro de waterpolo en la ciudad de Eger.

## Historia
El club fue fundado en 1910. Sus colores son el azul y el amarillo.
En 2008 queda subcampeón de la Copa LEN de waterpolo masculino y también subcampeón de la liga de Hungría de waterpolo masculino.

## Palmarés
- 2 veces campeón de la copa de Hungría de waterpolo masculino (1972 y 2007)
- 1 vez campeón de la liga de Hungría de waterpolo masculino (2011)